# Mohamed Benchellal
Mohamed Benchellal (Lelystad, 1984/1985?) is een Nederlands modeontwerper. Hij heeft een atelier in Amsterdam vanwaaruit hij werkt voor een internationale clientèle. In 2023 won hij het Cultuurfonds Mode Stipendium van Het Cultuurfonds.

## Leven en werk
Benchellal kreeg reeds in zijn jeugd zijn eerste belangstelling voor mode in het naaiatelier van zijn grootouders (afkomstig uit Nador, Marokko) in Lelystad. Hij maakte met de naaimachine van zijn moeder kleren voor zichzelf die hij samenstelde uit nieuw gekochte kleding. Hij volgde in Amsterdam een opleiding aan de modevakschool Mode Lyceum en deed ervaring op bij ontwerper Reem Acra. In 2015 richtte hij zijn eigen modeatelier op, dat gevestigd is in Amsterdam.
Benchellals werk wordt gekenmerkt door klassieke en over het algemeen eenvoudige ontwerpen die echter uitgesproken van vorm zijn, waarbij hij speelt met klassieke elementen. Zijn uitgangspunten hierbij zijn recycle, reduce and re-use, voortgekomen uit het geldgebrek waarmee hij kampte aan het begin van zijn carrière, maar wat hij heeft gehandhaafd nadat hij succes kreeg met zijn ontwerpen. Hij maakt daarbij gebruik van zogenaamd deadstockmateriaal, restpartijen stof die in opdracht zijn geproduceerd maar niet zijn afgenomen en daarom vernietigd gaan worden. Benchellal ontwerpt niet door te schetsen, maar door ter plekke te beoordelen welke stof het beste op de klant valt, en deze op het lichaam te draperen om zo tot een ontwerp te komen (moulage). Hij werkt niet volgens het (in de haute couture gebruikelijke) principe van elk half jaar een nieuwe collectie, maar maakt afzonderlijke ontwerpen. Elk ontwerp is een uniek exemplaar en wil de kracht van de persoon waar hij voor ontwerpt benadrukken. Benchellal heeft een bescheiden atelier waarbij hij van begin tot eind zelf het maakproces uitvoert. Hij ontwerpt zowel unieke creaties als pret-a-couture, een ontwerp in een kleine oplage tegen een lagere prijs. Ook ontwerpt hij een prêt-à-portercollectie voor het luxe modeplatform Net-a-Porter.
Benchellal ontwierp kleding voor onderen zangeres Alicia Keys, actrices Sharon Stone en Priyanka Chopra en koningin Rania van Jordanië. Koningin Máxima droeg in 2023 op Prinsjesdag een grijs-blauw ontwerp met sculpturale kraag van zijn hand.

In 2020 won hij de Vogue Arabia Fashion Prize (een prijs van €150.000), gevolgd door modeprijzen in Qatar en Dubai. In 2023 won hij het Cultuurfonds Mode Stipendium, de grootste modeprijs van Nederland die door modekenners en vakmensen wordt toegekend. De prijs betreft een trofee en een geldbedrag van €50.000, en is zowel een oeuvreprijs als een aanmoediging om zichzelf artistiek en zakelijk verder te kunnen ontwikkelen.

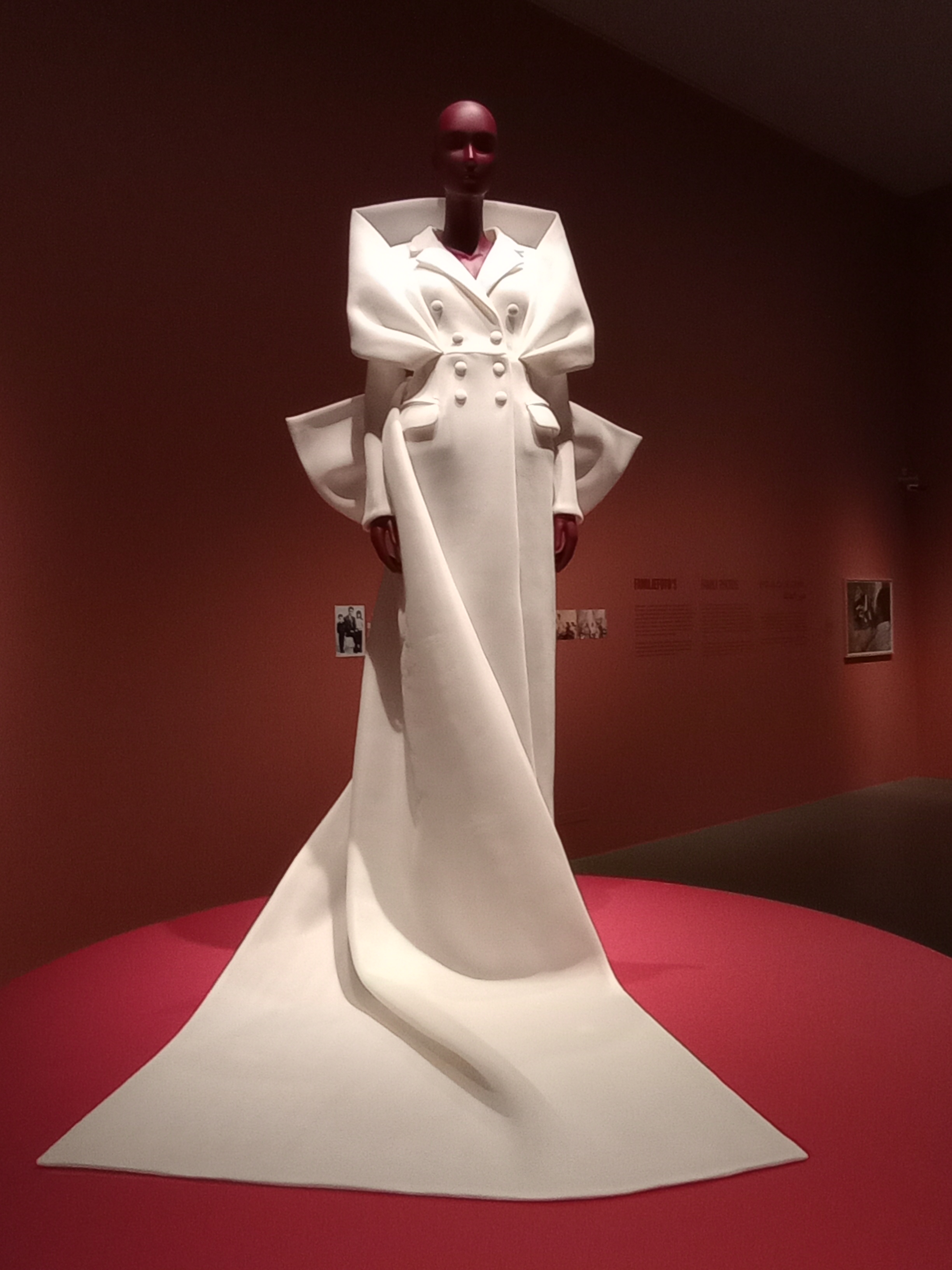
A World Where Sculpture Meets Couture. Ontworpen door Mohamed Benchellal voor de tentoonstelling 'Moda' in het Centraal Museum Utrecht, 2024 (aangekocht door het CM).
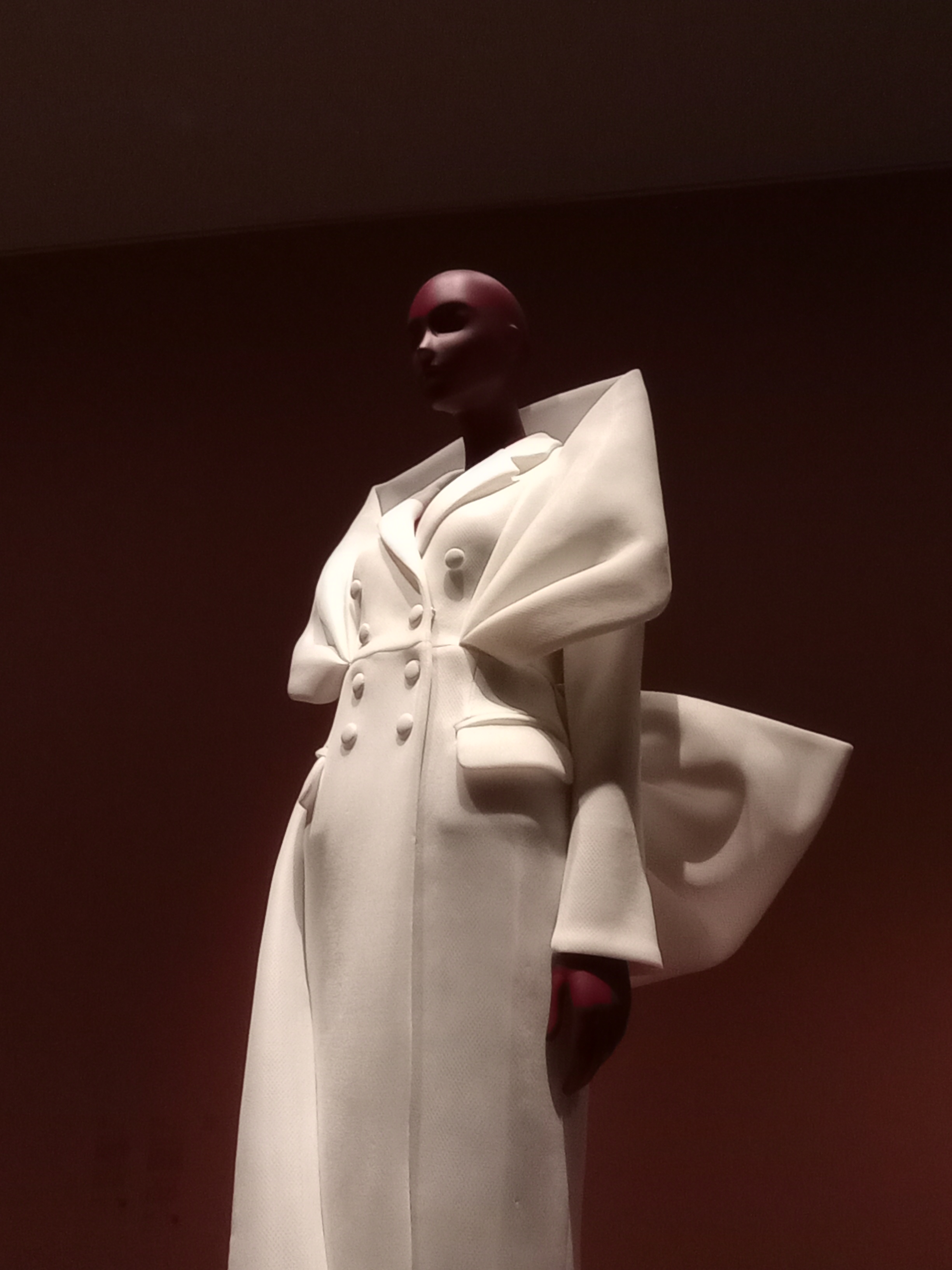
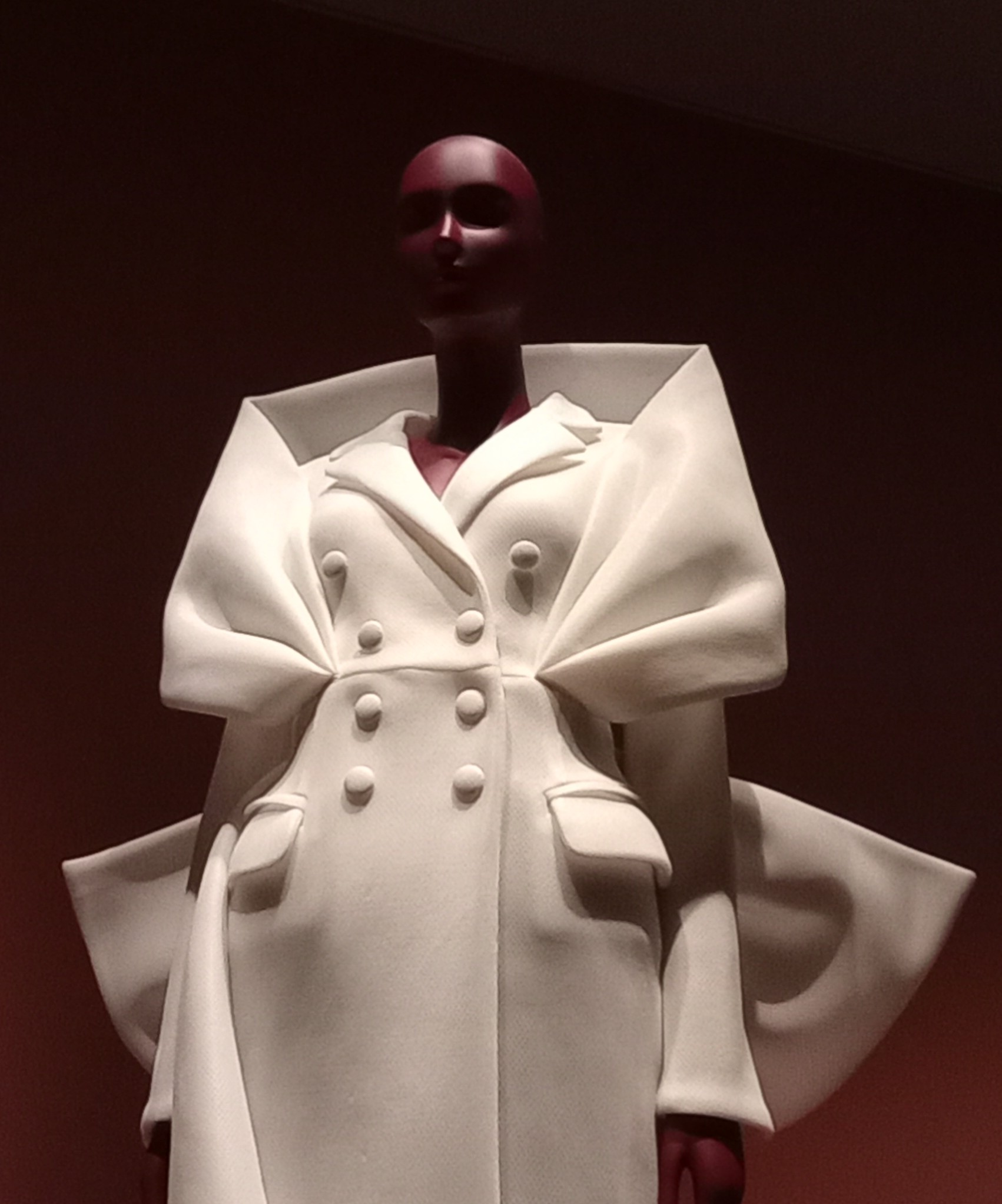
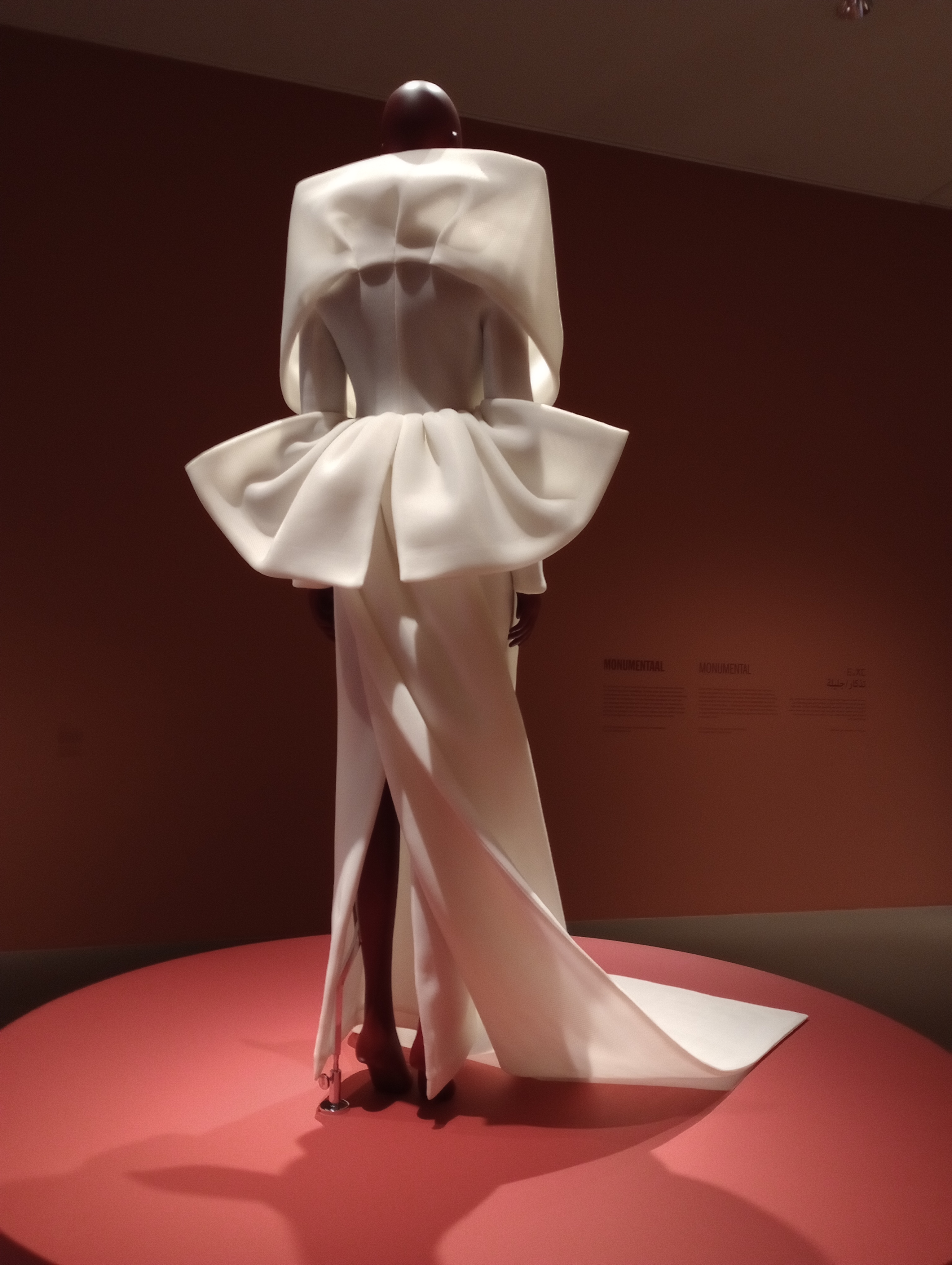